# Partido Indígena Unido de Malasia
El Partido Indígena Unido de Malasia (en malayo: Parti Pribumi Bersatu Malaysia) abreviado como PPBM e informalmente conocido como BERSATU (UNIDO), es un partido político nacionalista de Malasia fundado el 8 de septiembre de 2016 por Mahathir Mohamad como una escisión de la entonces gobernante Organización Nacional de los Malayos Unidos (UMNO). Es miembro de la coalición Pakatan Harapan (Pacto de la Esperanza) actual coalición oficialista del país. Mahathir, líder del partido, es el actual primer ministro de Malasia, mientras que el presidente formal es Muhyiddin Yassin y su vicepresidente es el gobernador del estado de Kedah, Mukhriz Mahathir.
La membresía completa del partido está abierta a todos los bumiputeras (indígenas malasios). Los que no son bumiputeras también pueden unirse al partido como miembros asociados, aunque no son elegibles para votar y participar en las elecciones del partido. Mientras tanto, se pueden designar personas calificadas para ciertos puestos clave del partido aunque no sean bumiputeras.